# Leucospilapteryx
Leucospilapteryx là một chi bướm đêm thuộc họ Gracillariidae.

## Các loài
- Leucospilapteryx anaphalidis Kumata, 1965
- Leucospilapteryx omissella  (Stainton, 1848)
- Leucospilapteryx venustella  (Clemens, 1860)